# Raiko Daskalow

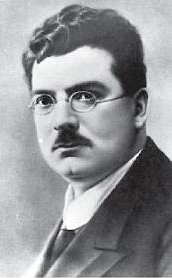
Raiko Daskalow

Raiko Iwanow Daskalow (bulgarisch Райко Иванов Даскалов; * 9. Dezember 1886 in Bjala Tscherkwa; † 26. August 1923 in Prag) war ein bulgarischer Politiker und Diplomat.

## Leben
Daskalow studierte Finanzwissenschaften. 1918 beteiligte er sich am Wladaja-Aufstand und proklamierte am 27. September 1918 in Radomir die Republik. Nach der Niederschlagung des Aufstandes floh er nach Griechenland. Nachdem er 1919 amnestiert worden war, kehrte er nach Bulgarien zurück. Er gehörte zu den führenden Persönlichkeiten des Bulgarischen Bauernvolksbundes und gehörte von 1920 bis 1923 als Finanzminister der vom Bauernvolksbund geführten bulgarischen Regierung an. Im Mai 1923 wurde er bulgarischer Gesandter in Prag, wo er am 26. August 1923 einem Mordanschlag zum Opfer fiel.